# Isolament topogràfic

Isolament i prominència del cim B

En topografia i orografia, l'isolament (o aïllament) d'un cim és la distància al punt més proper de la mateixa alçada. Simbolitza el radi de dominància, on el cim en qüestió és el punt més elevat. Dona una mesura de la importància del cim en relació als del seu entorn, i en aquest sentit s'utilitza en contextos similars a la prominència, encara que tenen significats diferents.
L'isolament també es pot calcular per a illes i turons petits, no només per als cims de muntanyes importants, i fins i tot per cims submergits.

## Exemples
- El Mont Blanc, amb 4808 msnm, és la muntanya més alta dels Alps i l'Europa Occidental. Les muntanyes més altes més properes són al Caucas, a uns 2800 km. Concretament, la més propera és el Kukurtlu amb 4912 msnm, situada a prop de l'Elbrús (5633 msnm).
- Com que a la Terra no hi ha muntanyes més altes que l'Everest, no hi ha una definició clara per al seu isolament. Sovint es considera que és la circumferència de la Terra (40.008 km) o bé la seva meitat, és a dir, la longitud d'un meridià terrestre (20.004 km).
- Després de l'Everest, la segona muntanya més isolada és l'Aconcagua, la muntanya més alta de les Amèriques. En un radi de 16.534 km no hi ha muntanyes més altes, fins al Tirich Mir de la serralada de l'Hindu Kush.

## Muntanyes més isolades
A continuació hi ha la llista dels 40 cims més isolats de la Terra.
| Ordre | Cim                    | Massa continental | País                                                    | Alçada    | Prominència | Isolament   | Cim superior més proper                                        |
| ----- | ---------------------- | ----------------- | ------------------------------------------------------- | --------- | ----------- | ----------- | -------------------------------------------------------------- |
| 1     | Everest                | Àsia (Euràsia)    | Nepal · Tibet ( R.P. de la Xina)                        | 8848 msnm | 8848 m      | 40007,86 km | -                                                              |
| 2     | Aconcagua              | Amèrica del Sud   | Argentina                                               | 6962 msnm | 6962 m      | 16517,62 km | Tirich Mir a l'Hindu Kush (Pakistan)                           |
| 3     | Denali                 | Amèrica del Nord  | Alaska ( Estats Units)                                  | 6193 msnm | 6149 m      | 7450,24 km  | Yanamax al Tian Shan (Xinjiang, RP Xina)                       |
| 4     | Kilimanjaro            | Àfrica            | Tanzània                                                | 5895 msnm | 5885 m      | 5509,70 km  | Kuh-e Shashgal (Afganistan)                                    |
| 5     | Puncak Jaya            | Nova Guinea       | Papua Occidental ( Indonèsia)                           | 4884 msnm | 4884 m      | 5261,65 km  | Yulong Xueshan (Yunnan, RP Xina)                               |
| 6     | Mont Vinson            | Antàrtida         | -                                                       | 4892 msnm | 4892 m      | 4860,83 km  | Risco Plateado als Andes (Argentina)                           |
| 7     | Mont Orohena           | Tahití            | Polinèsia Francesa ( França)                            | 2241 msnm | 2241 m      | 4128,07 km  | Ngauruhoe a l'illa del Nord (Nova Zelanda)                     |
| 8     | Mauna Kea              | Hawaii            | Hawaii ( Estats Units)                                  | 4205 msnm | 4205 m      | 3946,92 km  | Mont Shasta a les Cascades (Califòrnia, EUA)                   |
| 9     | Gunnbjörn Fjeld        | Grenlàndia        | Groenlàndia ( Regne de Dinamarca)                       | 3694 msnm | 3694 m      | 3254,12 km  | Eiger als Alps (Suïssa)                                        |
| 10    | Aoraki                 | Illa del Sud      | Nova Zelanda                                            | 3754 msnm | 3754 m      | 3139,82 km  | Mont Adam a les muntanyes de l'Almirallat de l'Antàrtida       |
| 11    | Thabana Ntlenyana      | Àfrica            | Lesotho                                                 | 3482 msnm | 2390 m      | 3003,28 km  | Mont Meru (Tanzània)                                           |
| 12    | Terevaka               | Illa de Pasqua    | Rapa Nui ( Xile)                                        | 506 msnm  | 506 m       | 2836,17 km  | Cerro de Los Inocentes a Alexander Selkirk (Xile)              |
| 13    | Mont Blanc             | Europa (Euràsia)  | Alta Savoia ( França) · Vall d'Aosta ( Itàlia)          | 4810 msnm | 4697 m      | 2812,04 km  | Kukurtli Kolbaixi al Gran Caucas (Karatxai-Txerkèssia, Rússia) |
| 14    | Piton des Neiges       | Reunió            | Reunió ( França)                                        | 3071 msnm | 3071 m      | 2767,30 km  | Giant's Castle al Drakensberg (KwaZulu-Natal, Sud-àfrica)      |
| 15    | Kliutxevskoi           | Àsia (Euràsia)    | Kamtxatka ( Rússia)                                     | 4750 msnm | 4649 m      | 2748,28 km  | Mont Foraker a l'Alaska (EUA)                                  |
| 16    | Pic d'Orizaba          | Amèrica del Nord  | Mèxic                                                   | 5636 msnm | 4922 m      | 2690,27 km  | Pic Cristóbal Colón a Sierra Nevada de Santa Marta (Colòmbia)  |
| 17    | Queen Mary's Peak      | Tristan da Cunha  | Santa Helena, Ascensió i Tristan da Cunha ( Regne Unit) | 2060 msnm | 2060 m      | 2665,34 km  | Mont Paget a Geòrgia del Sud (Regne Unit)                      |
| 18    | Mont Whitney           | Amèrica del Nord  | Califòrnia ( Estats Units)                              | 4421 msnm | 3072 m      | 2649,47 km  | Nevado de Toluca a Sierra Nevada (Mèxic)                       |
| 19    | Mont Kinabalu          | Borneo            | Sabah ( Malàisia)                                       | 4095 msnm | 4095 m      | 2538,23 km  | Ngga Pilimsit a Nova Guinea (Papua Occidental, Indonèsia)      |
| 20    | Elbrús                 | Europa (Euràsia)  | Kabardino-Balkària ( Rússia)                            | 5642 msnm | 4741 m      | 2472,69 km  | Pik Agasis al Pamir (Tadjikistan)                              |
| 21    | Pico da Bandeira       | Amèrica del Sud   | Brasil                                                  | 2897 msnm | 2647 m      | 2392,74 km  | Cerro Naranjos als Andes (Bolívia)                             |
| 22    | Mont Camerun           | Àfrica            | Camerun                                                 | 4040 msnm | 3901 m      | 2337,92 km  | Mikeno a Virunga (RD Congo)                                    |
| 23    | Mont Paget             | Geòrgia del Sud   | Illes Geòrgia del Sud i Sandwich del Sud ( Regne Unit)  | 2915 msnm | 2915 m      | 2269,12 km  | Muntanyes Welch a l'Antàrtida                                  |
| 24    | Mauga Silisili         | Savai'i           | Samoa                                                   | 1858 msnm | 1858 m      | 2245,43 km  | Tabwemasana a Espiritu Santo (Vanuatu)                         |
| 25    | Huascarán              | Amèrica del Sud   | Perú                                                    | 6746 msnm | 2776 m      | 2196,26 km  | Tres Cruces als Andes (Xile/Argentina)                         |
| 26    | Anai Mudi              | Àsia (Euràsia)    | Kerala ( Índia)                                         | 2695 msnm | 2480 m      | 2115,33 km  | Machapuchare a l'Himàlaia (Nepal)                              |
| 27    | Djebel Toubkal         | Àfrica            | Marroc                                                  | 4167 msnm | 3755 m      | 2078,45 km  | Picco Luigi Amedeo als Alps (Itàlia)                           |
| 28    | Mont Fuji              | Honshu            | Japó                                                    | 3776 msnm | 3776 m      | 2077,04 km  | Ch'ih-k'e Shan (Taiwan)                                        |
| 29    | Emi Koussi             | Àfrica            | Txad                                                    | 3445 msnm | 2934 m      | 2000,77 km  | Mont Camerun (Camerun)                                         |
| 30    | Mawson Peak            | Heard             | Illes Heard i McDonald ( Austràlia)                     | 2745 msnm | 2745 m      | 1921,63 km  | Mont McMaster a l'Antàrtida                                    |
| 31    | Mont Mitchell          | Amèrica del Nord  | Carolina del Nord ( Estats Units)                       | 2037 msnm | 1856 m      | 1913,48 km  | Lone Butte (Colorado, EUA)                                     |
| 32    | Kerinci                | Sumatra           | Indonèsia                                               | 3805 msnm | 3805 m      | 1904,84 km  | Gunung Kinabalu a Borneo (Malàisia)                            |
| 33    | Turó de Joe            | Kiritimati        | Kiribati                                                | 13 msnm   | 13 m        | 1902,85 km  | Mauna Loa a Hawaii (Hawaii, EUA)                               |
| 34    | Punt més alt d'Agrihan | Agrihan           | Illes Mariannes Septentrionals ( Estats Units)          | 965 msnm  | 965 m       | 1901,74 km  | Mont Amagi (Japó)                                              |
| 35    | Mont Kosciuszko        | Austràlia         | Austràlia                                               | 2228 msnm | 2228 m      | 1894,83 km  | Tūtoko a l'illa del Sud (Nova Zelanda)                         |
| 36    | Olavtoppen             | Bouvet            | Bouvet ( Noruega)                                       | 780 msnm  | 780 m       | 1856,34 km  | Edinburgh Peak a l'illa Gough (Regne Unit)                     |
| 37    | Mascarin               | Marion            | Sud-àfrica                                              | 1230 msnm | 1230 m      | 1847,77 km  | Cockscomb (Cap Oriental, Sud-àfrica)                           |
| 38    | Green Mountain         | Ascensió          | Santa Helena, Ascensió i Tristan da Cunha ( Regne Unit) | 859 msnm  | 859 m       | 1842,26 km  | Mont Richard-Molard (Costa d'Ivori / Guinea)                   |
| 39    | Naródnaia              | Euràsia           | Khàntia-Mànsia ( Rússia)                                | 1895 msnm | 1772 m      | 1835,59 km  | Kattotjåkkå (Suècia)                                           |
| 40    | Yushan                 | Taiwan            | Taiwan                                                  | 3952 msnm | 3952 m      | 1814,83 km  | Pic 4030 (Yunnan, RP Xina)                                     |